# David Popper
David Popper (født 16. juni 1843 - død 7. august 1913) var en tjekkisk cellist og komponist. Han studerede på musikkonservatoriet i Prag, før han som 20-årig begyndte at turnere i Europa. Mange af hans stykker er skrevet til eget brug. I 1871 skrev han den første af sine i alt fire cellokoncerter. Han har derudover bl.a. skrevet to celloskoler og kadencer til flere berømte cellokoncerter.
I 1872 blev han gift med pianistinden Sophie Menter, men ægteskabet blev senere opløst.